# Гимн ЮАР
Гимном первой Южно-Африканской республики, более известной как Трансвааль, была Трансваальская народная песня («Знаком ли вам народ борцов…»), а в Оранжевой республике был свой гимн «Возвысьте, братья, песню свободы». После поражения буров гимном британских колоний, а с 1910 г. сформированного из них Южно-Африканского Союза был британский «Боже, храни короля».
C 1957 по 1994 год гимном ЮАР была песня Die Stem van Suid-Afrika (африкаанс: «Голос Южной Африки»), написанная в 1918 году К. Я. Лангенховеном и положенная на музыку в 1921 году преподобным М. Л. де Вильерсом.
Этот гимн чёрное население ассоциировало с режимом апартеида, и с приходом к власти Африканского национального конгресса многие стали выступать против употребления этого гимна. На Олимпиаде в Барселоне (1992) команда ЮАР выступала под олимпийским флагом, а в качестве гимна использовалась «Ода к радости» Людвига ван Бетховена.
После 1994 года в употребление наряду с Die Stem van Suid-Afrika вошёл неофициальный гимн АНК Nkosi Sikelel' iAfrika (также служащий гимном Замбии и Танзании), а в 1997 году была принята нынешняя «гибридная» версия: первые два куплета взяты из Nkosi Sikelel' iAfrika (первый куплет — на коса и зулу, второй — на сесото), третий — первый куплет Die Stem на африкаанс, четвёртый — по-английски.

## Текст гимна ЮАР с 1997 года
| Nkosi sikelel' iAfrika Maluphakanyisw' uphondo lwayo, Yizwa imithandazo yethu, Nkosi sikelela, thina lusapho lwayo.                                  | Господи, благослови Африку, Пусть её слава вознесется высоко, Услышь наши прошения, Господи, благослови нас, детей своих.                    |
| Morena boloka setjhaba sa heso, O fedise dintwa le matshwenyeho, O se boloke, O se boloke setjhaba sa heso, Setjhaba sa South Afrika — South Afrika. | Господи, мы просим тебя защитить наш народ, Вмешаться и окончить все ссоры, Защити нас, защити наш народ, Защити Южную Африку, Южную Африку. |
| Uit die blou van onse hemel, Uit die diepte van ons see, Oor ons ewige gebergtes, Waar die kranse antwoord gee,                                      | Из синевы наших небес, Из глубин нашего моря, Над нашими вечными горами, Где откликаются эхом утесы.                                         |
| Sounds the call to come together, And united we shall stand, Let us live and strive for freedom, In South Africa our land.                           | Звучит призыв собраться вместе, И вместе мы будем стоять, Будем же жить и бороться за свободу, В Южной Африке, нашей земле.                  |